# Blodeuwedd
Blodeuwedd (Galés "Cara de Flor", un nombre compuesto de blodau "flores" - gwedd "cara"),  está casada con Lleu Llaw Gyffes en la mitología galesa. Fue creada a partir de flores de retama, de la ulmaria y del roble por los magos Math y Gwydion. 

## Papel en la tradición galesa
El héroe Lleu Llaw Gyffes ha sido condenado por su madre, Arianrhod, para que nunca pueda tener una esposa humana. Para contrarrestar esta maldición, los magos Math y Gwydion:
 " [tomaron] las flores del roble, las flores de la retama y las flores de la ulmaria, y con ellas conjuraron a la doncella más hermosa y bella que jamás nadie había visto. Y la bautizaron según la costumbre de la época y la llamaron Blodeuwedd.
Algún tiempo después, mientras Lleu está fuera por negocios, su esposa tiene una aventura con Gronw Pebr, señor de Penllyn, y los amantes conspiran para asesinar a Lleu. Blodeuwedd engaña a Lleu para que le revele cómo puede ser asesinado, ya que no puede ser asesinado durante el día ni la noche, ni en interiores ni exteriores, ni montando a caballo ni caminando, ni vestido ni desnudo, ni con ninguna arma fabricada legalmente. Él le dice que solo puede ser asesinado al atardecer, envuelto en una red, con un pie en una bañera y otro sobre una cabra negra, a la orilla de un río y con una lanza forjada durante todo un año, en la hora en que todos están en misa. Con esta revelación, ella organiza su muerte.
Al ser alcanzado por la lanza lanzada por la mano de Gronw, Lleu se transforma en águila y se aleja volando. Gwydion lo rastrea y lo encuentra posado en lo alto de un roble. Mediante el canto de un breve poema o englyn, Gwydion lo atrae para que baje del roble y lo devuelve a su forma humana. Gwydion y Math cuidan a Lleu hasta que recupere la salud y reclame sus tierras a los amantes, Gronw y Blodeuwedd.

Gwydion alcanza a Blodeuwedd que huye y la convierte en un búho (en galés tylluan o gwdihŵ ), la criatura odiada por todas las demás aves, proclamando:
No te atreverás a volver a mostrar tu rostro a la luz del día nunca más, y eso será debido a la enemistad entre tú y todas las demás aves. Estará en su naturaleza acosarte y despreciarte dondequiera que te encuentren. Y no perderás tu nombre, que siempre será "Bloddeuwedd (Cara de flor)".
El relato añade que Blodeuwedd significa "búho" en el idioma actual. Y es por eso que existe hostilidad entre las aves y los búhos, y el búho sigue siendo conocido como "Blodeuwedd". 
Mientras tanto, Gronw huye a su tierra y envía emisarios a Lleu para suplicarle perdón. Lleu se niega y exige que Gronw se coloque a orillas del río Cynfael y reciba un golpe con su lanza. Gronw pregunta desesperadamente si alguien de su banda de guerreros aceptará recibir la lanza en su lugar, pero sus hombres rechazan su súplica. Finalmente, acepta recibir el golpe con la condición de que pueda colocar una gran piedra entre él y Lleu. Lleu le permite hacerlo pero arroja la lanza con tal fuerza que atraviesa la piedra, matando a su rival. Una piedra agujereada en Ardudwy todavía se conoce como Llech Ronw (la piedra de Gronw).
Robert Graves y otros autores consideran que los versos 142-153 de Cad Goddeu son una "Canción de Blodeuwedd".

## En la literatura
- La novela de Alan Garner, The Owl Service (1967), convierte la historia de Blodeuwedd en un ciclo eterno que se repite cada generación en un valle galés. La única manera de romper el ciclo es que el personaje de Blodeuwedd se dé cuenta de que se supone que es una flor, no un búho.

- Louise M. Hewett explora la historia de Blodeuwedd y Math, hijo de Mathonwy, desde una perspectiva feminista en los libros segundo y tercero, Wind (2017) y Flowers (2017), de su serie de novelas Pictish Spirit. En las novelas, Róisín y un grupo de valientes de Pictish Spirit mantienen un debate sobre las tres mujeres importantes de la historia de Math, hijo de Mathonwy: Goewin, Arianrhod y Blodeuwedd. El debate culmina con la "revisión" de la historia por parte de Róisín en el capítulo final de Flowers.

- La creación de Blodeuwedd por Gwydion y Math se describe delicadamente en el poema La esposa de Llew de Francis Ledwidge.

- Se hace referencia a la historia de Blodeuwedd en la novela y la película Tylluan Wen.[3]

- En la novela de John Cowper Powys Porius: A Romance of the Dark Ages (1951), también aparece Blodeuwedd como una adúltera  liberada de su prisión de pico y pluma por la magia del mago del Rey Arturo, Myrddin (Merlín).[4]

## En la cultura popular
Blodeuwedd fue una de las mujeres cuyo nombre fue escrito en  The Heritage Floor de la instalación artística The Dinner Party de Judy Chicago.